# John L. Estrada
John Leisle Estrada (27 settembre 1955) è un ex militare statunitense, è stato il 15º Sergente Maggiore del Corpo dei Marines degli Stati Uniti.
È succeduto a Alford L. McMichael il 26 giugno 2003. Si è dimesso il 25 aprile 2007, e al suo posto vi è subentrato Carlton W. Kent. Estrada si è ritirato dal Corpo dei Marines nel giugno 2007, dopo oltre 34 anni di servizio.

## Biografia
Il Sergente Maggiore John L. Estrada è originario di Trinidad e Tobago; si trasferisce negli Stati Uniti all'età di 14 anni.
Estrada si è arruolato il 5 settembre 1973 e ha partecipato all'addestramento dei marine Marine Corps Recruit Depot a Parris Island, Carolina del Sud. Dopo aver completato il corso di manutenzione degli aeromobili presso Naval Air Station (NAS), Memphis, Tennessee, Marine Corps Air Station (MCAS), Cherry Point, Carolina del Nord, il Marine di 1ª Classe Estrada è stato assegnato al Marine Fighter Attack Squadron 451 a MCAS Beaufort, Carolina del Sud, nel mese di marzo del 1974.
Nel dicembre 1974, il Marine Scelto Estrada è stato trasferito al Marine Fighter Attack Squadron 232, 1st Marine Aircraft Wing, Iwakuni, Giappone. È promosso al grado di caporale nel marzo del 1975.
Nel febbraio del 1976, il Sergente Estrada ha servito con la formazione Marine Fighter Attack Squadron 101, MCAS Yuma, AZ. Nel settembre del 1977, è stato trasferito alla Marine Fighter Attack Squadron 314, MCAS El Toro, California. Riassegnato al Marine Fighter Attack Squadron 323 nel dicembre 1978, nel novembre 1979 era di servizio, per 7 mesi, a bordo della portaerei USS Coral Sea nel Pacifico occidentale e Golfo Persico. Nel giugno 1980, il Sergente Estrada viene trasferito al Riserve Marine Fighter Attack Squadron 321, Marine Aircraft Gruppo 41, Detachment "A", a Andrews AFB, Maryland.

## Istruttore
Nel mese di agosto del 1982, lo Staff Sergeant Estrada è stato assegnato come istruttore (Drill Instructor) al Corpo dei Marine Recruit Depot, San Diego, California, dove ha servito con la compagnia Kilo, 3º Battaglione di Addestramento Reclute. Promosso Gunnery Sergeant nel gennaio 1984, nel novembre del 1985 fu riassegnato al 451° Marine Fighter Attack Squadron e schierato nel Pacifico occidentale da gennaio a luglio del 1986, nell'ambito del programma di rotazione delle unità. Da gennaio a marzo 1987, Estrada ha frequentato le Scuole di manutenzione aeromobili Naval Air Station e Cecil Field di Jacksonville, Florida, ottenendo la riqualificazione come specialista idraulico/meccanico strutturale di F-18.
Nel mese di ottobre del 1987, il Gunnery Sergeant Estrada (Drill Instructor) fu assegnato al MCRD di Parris Island, Carolina del Sud. Ha servito come Comandante Istruttore con la Compagnia India, 3º Battaglione di Addestramento Reclute fino alla sua promozione a Primo Sergente nel mese di ottobre 1990.
Dal dicembre 1990 al marzo 1995 ha prima servito come Primo Sergente per la Compagnia Intelligence, 3º Gruppo d'Intelligence di Sorveglianza e Ricognizione, Camp Hansen, Okinawa, Giappone; la Compagnia di Force Security dei Marines, Norfolk, Virginia; la Compagnia di Manutenzione Elettronica, il 1º Battaglione di Manutenzione, il 1º Gruppo di Servizi di Supporto, Camp Pendleton, California; e la Compagnia Alpha, 1° Light Armored Reconnaissance Battalion, 1st Marine Division, a Camp Pendleton.
Dal marzo 1995 al maggio 1998 ha servito per il 2º Battaglione, 1st Marines, 1st Marine Division, Camp Pendleton, ed è stato schierato con la 11th Marine Expeditionary Unit (SOC) e la 15a Marine Expeditionary Unit (SOC) nel Pacifico occidentale ed il Golfo Persico.
Nel mese di maggio 1998, il Sergente Maggiore Estrada ha assunto le funzioni di Sergente Maggiore per Stazione di Reclutamento di Sacramento, California, nel 12º Distretto del Corpo dei Marines, Western Recruiting Region. Da aprile 2000 a ottobre 2001 è stato assegnato come Sergente Maggiore, Reggimento di Formazione Reclute, MCRD Parris Island.

## Iraqi Freedom

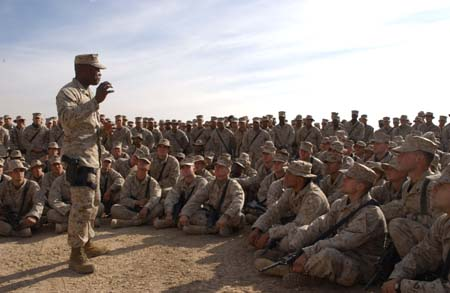
Visita a Fallujah, Iraq

Dal dicembre 2001 al maggio 2003, il Sergente Maggiore Estrada ha servito come Sergente Maggiore, 3d Marine Aircraft Wing. Durante questo incarico è stato schierato sul fronte e ha partecipato all'operazione Southern Watch e all'operazione Iraqi Freedom.
Ha assunto la carica di 15º Sergente Maggiore del Corpo dei Marines il 26 giugno 2003.

## Dimissioni
Il 25 aprile 2007, John L. Estrada si è dimesso dall'incarico di Sergente Maggiore del Corpo dei Marines, cedendo il posto al Sergente Maggiore Carlton W. Kent.
John L. Estrada è andato in pensione nel giugno 2007.